# Andreas Edvard Disen

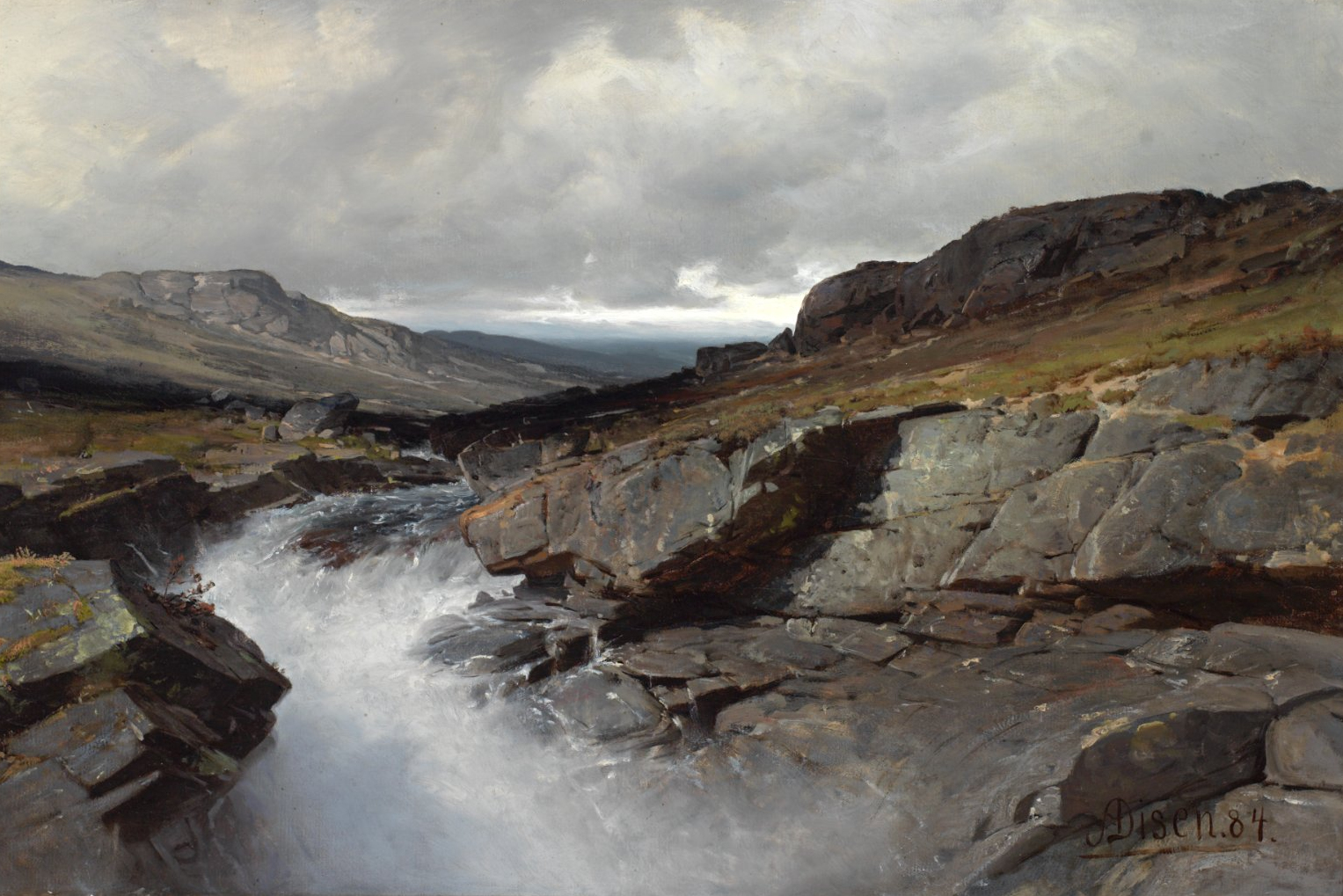
Disens Fjellparti (1884).

Andreas Edvard Disen, född den 4 augusti 1845 på Modum, död där den 18 februari 1923, var en norsk målare.
Disen studerade i Kristiania för Eckersberg och i Karlsruhe för Gude, återvände till Norge 1876 och bosatte sig i Modum. Han målade högfjällstavlor, som tilldrog sig stor uppmärksamhet.